# Pietrzykowice (gmina Kąty Wrocławskie)
Pietrzykowice – wieś w Polsce, położona w województwie dolnośląskim, w powiecie wrocławskim, w gminie Kąty Wrocławskie.
W latach 1975–1998 miejscowość należała administracyjnie do województwa wrocławskiego.
Od 2003 roku działała tu duża przetwórnia owocowo-warzywna, obecnie (2022-04) w likwidacji.
16 lutego 2022 miał tu miejsce duży pożar hali magazynowej o powierzchni 6300 m².

## Nazwa
W alfabetycznym spisie miejscowości na terenie Śląska wydanym w 1830 roku we Wrocławiu przez Johanna Knie wieś występuje pod niemiecką nazwą Polnisch Peterwitz.